# Mughiphantes jaegeri
Mughiphantes jaegeri là một loài nhện trong họ Linyphiidae.
Loài này thuộc chi Mughiphantes. Mughiphantes jaegeri được Andrei V. Tanasevitch miêu tả năm 2006.